# 1546 en littérature
| Années de la littérature : 1543 - 1544 - 1545 - 1546 - 1547 - 1548 - 1549    |
| Décennies de la littérature : 1510 - 1520 - 1530 - 1540 - 1550 - 1560 - 1570 |

Cet article présente les faits marquants de l'année 1546 en littérature.

## Événements
- 3 août : l’imprimeur et humaniste Étienne Dolet est brûlé sur la place Maubert à Paris comme hérétique et athée[1].

## Parutions
- François Rabelais publie Le Tiers Livre à Paris chez Chrétien Wechel[2].
- Canace, tragédie de Sperone Speroni, est publiée à Venise[3].

## Naissances
- Philippe Desportes, poète baroque français († 1606).

## Décès
- 4 août : Mariangelo Accursio, écrivain, humaniste, philologue et archéologue italien de la Renaissance. (° 1489).

- Mirabaï, poétesse hindoue (née en 1498)